# Georg Cornet

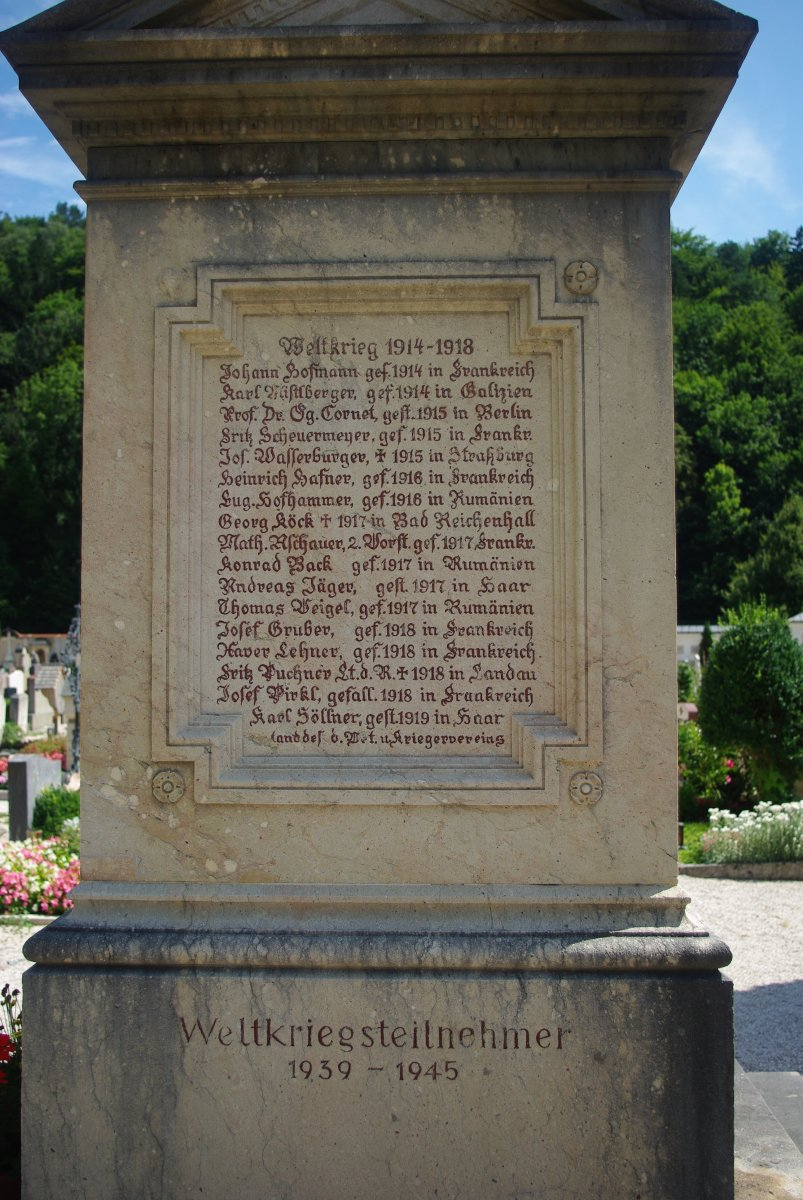
Kriegerdenkmal auf dem Friedhof St. Zeno in Bad Reichenhall

Georg Cornet (* 27. Juli 1858 in Eichstätt; † 26. März 1915 in Berlin) war ein deutscher Mediziner und Pionier der Tuberkuloseforschung. Von ihm stammt das Zitat: „Der Kampf gegen die Tuberkulose durch die Heilstätten ist nicht mehr wert, als wenn man einer Hungersnot mit Kaviar und Austern statt mit Brot und Speck abhelfen wollte.“

## Leben
Georg Cornet begann 1879 nach dem Abitur am Wilhelmsgymnasium München an der Universität München das Studium der Medizin. 1880 wurde er dort Mitglied des Corps Bavaria. Zu seinen akademischen Lehrern zählten Carl von Voit, Nikolaus Rüdinger, Hugo von Ziemssen und Max von Pettenkofer. 1883 wurde er Koassistent in der dermatologischen Klinik von Posselt und 1883 in der medizinischen Klinik von Ziemssen. Nach dem Examen bildete er sich zwei Winter an italienischen und französischen Kurorten fort.
Im Frühjahr 1885 trat er in Görbersdorf bei Hermann Brehmer in dessen Anstalt für Lungenkranke eine Assistentenstelle an. Ein Jahr später, 1886, wechselte er nach Berlin in das hygienische Institut der Universität Berlin bei Robert Koch, wobei er seitdem in den Sommermonaten in Bad Reichenhall praktizierte, während er den übrigen Teil des Jahres zur Durchführung seiner wissenschaftlichen Tätigkeit in Berlin verbrachte. 1891 wechselte er mit Robert Koch an das neu gegründete Preußisches Institut für Infektionskrankheiten.
In seinen wissenschaftlichen Arbeiten befasste er sich hauptsächlich mit der Erforschung der Tuberkulose in bakteriologischer, klinischer, statistischer und prophylaktischer Hinsicht. Ihm gelang als erstem der Nachweis von Tuberkelbazillen außerhalb des Körpers. Aus diesen Untersuchungen ergab sich die beschränkte Verbreitung derselben (Nicht-Ubiquität), woraus er genau präzisierte prophylaktische Massregeln herleitete und zu deren Bekämpfung forderte. Seine Vorschläge wurden zuerst in Preußen, später auch in anderen Ländern zur Grundlage staatlicher prophylaktischer Maßnahmen.
Georg Cornet starb 1915 in Berlin an Fleckfieber, das er sich im Heeresdienst während des Ersten Weltkrieges zugezogen hatte.

## Auszeichnungen
- Nach Georg Cornet wurde die Cornet-Zange (englisch: Cornet´s forceps) benannt.[4]
- Er und Joseph Marie Jules Parrot waren die Namensgeber für das Parrot-Cornet-Gesetz (englisch: Parrot-Cornet rule), ein gesetzmäßiger Zusammenhang zwischen Lymphknotenbefall bei Tuberkulose und zugehörigen Lungenveränderungen.[5]
- Cornet wurde zum Professor und bayrischen Hofrat ernannt.[2]

## Schriften
- Experimentelle Untersuchungen über Tuberculose. (Verhandlungen des 7. Kongresses für innere Medizin)
- Die Verbreitung der Tuberkelbazillen ausserhalb des Körpers, 1888
- Ueber das Verhalten der Tuberkelbazillen im thierischen Organismus unter dem Einfluss entwicklungshemmender Stoffe, 1888
- Die Sterblichkeitsverhältnisse in den Krankenpflegeorden, 1889
- Die Prophylaxis der Tuberculose, 1889 (Vortrag, gehalten in der Berliner medizinischen Gesellschaft)
- Ueber Tuberculose 1890
- Wie schützt man sich gegen die Schwindsucht?, 1890
- Die Tuberculose in den Strafanstalten, 1881
- Ueber Mischinfection der Lungentuberculose, 1892
- Die Prophylaxis der Tuberculose und ihre Resultate, 1895 (Vortrag, gehalten in der Berliner medizinischen Gesellschaft)
- Die Bekämpfung der Schwindsucht, 1895
- Die Tuberculose, 1899 (in Handbuch der speciellen Pathologie und Therapie von Nothnagel, 14. Band 3. Teil)
- Die Prophylaxis der Tuberkulose, 1906
- Die Skrofulose, 1912, Alfred Hölder, Wien/Leipzig, 2. gänzlich umgearbeitete Auflage
- Die akute allgemeine Miliartuberkulose, 1913 (2. gänzlich umgearbeitete Auflage)